# Зеда Зегані
Зеда Зегані (груз. ზედა ზეგანი) — село в Грузії.
За даними перепису населення 2014 року в селі проживає 196 особа.